# Writing-on-Stone Provincial Park
Il Writing-on-Stone Provincial Park (in italiano parco provinciale di Writing-on-Stone) si trova a circa 100 chilometri a sud-est di Lethbridge, Alberta, in Canada, a 44 chilometri ad est della comunità di Milk River, lungo il percorso del fiume Milk stesso. 
È una delle più grandi aree protette nel sistema del parco dell'Alberta e funge sia da riserva naturale che da area protetta per la presenza di un gran numero di sculture e pitture rupestri. Il sito è importante e sacro per i Blackfoot e molte altre tribù aborigene. Il parco è dal 2019 patrimonio mondiale dell'UNESCO. La sua candidatura è stata depositata con il nome di Áísínai'pi che nella lingua dei Niitsítapi significa "è rappresentato/scritto". Il parco è anche noto come Áísínai'pi National Historic Site of Canada.
Il 6 luglio 2019 è stato inserito nella lista dei patrimoni mondiali dell'UNESCO.